# Simulium ambonense
Simulium ambonense es una especie de insecto del género Simulium, familia Simuliidae, orden Diptera.
Fue descrita científicamente por Takaoka en 2003.